# Roltong

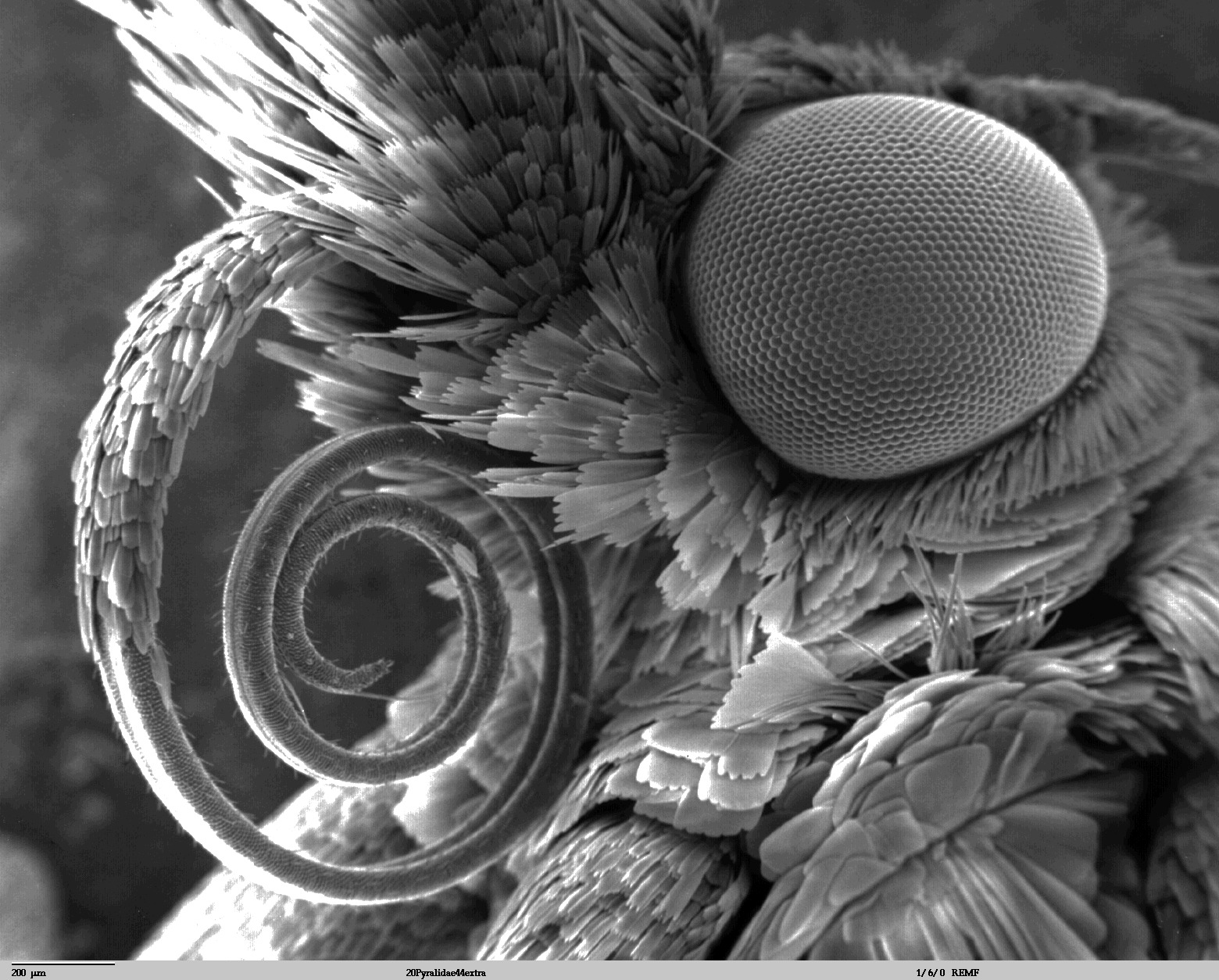
Tong van een vlinder uit de Pyralidae-familie

De roltong of proboscis van een vlinder of diverse andere geleedpotigen is een buisvormige, oprolbare tong waarmee nectar uit de bloem kan worden opgezogen, of ander vloeibaar voedsel, zoals sap van zacht rottend fruit, urine, mest, of vocht van dode dieren. De lengte van de tong varieert van 1 centimeter tot wel 15 centimeter bij de windepijlstaart. Uitzonderingen zijn enkele nachtvlinderfamilies zoals de nachtpauwogigen. Deze hebben helemaal geen tong en nemen als vlinder geen voedsel meer op. Ze leven meestal dan ook maar een paar dagen.

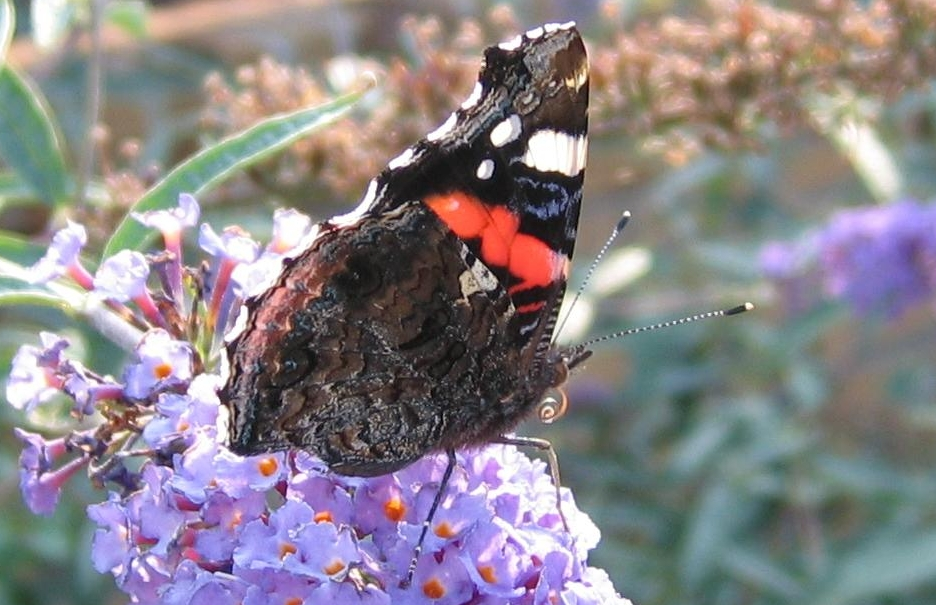
Atalanta met roltong

## Feestartikel

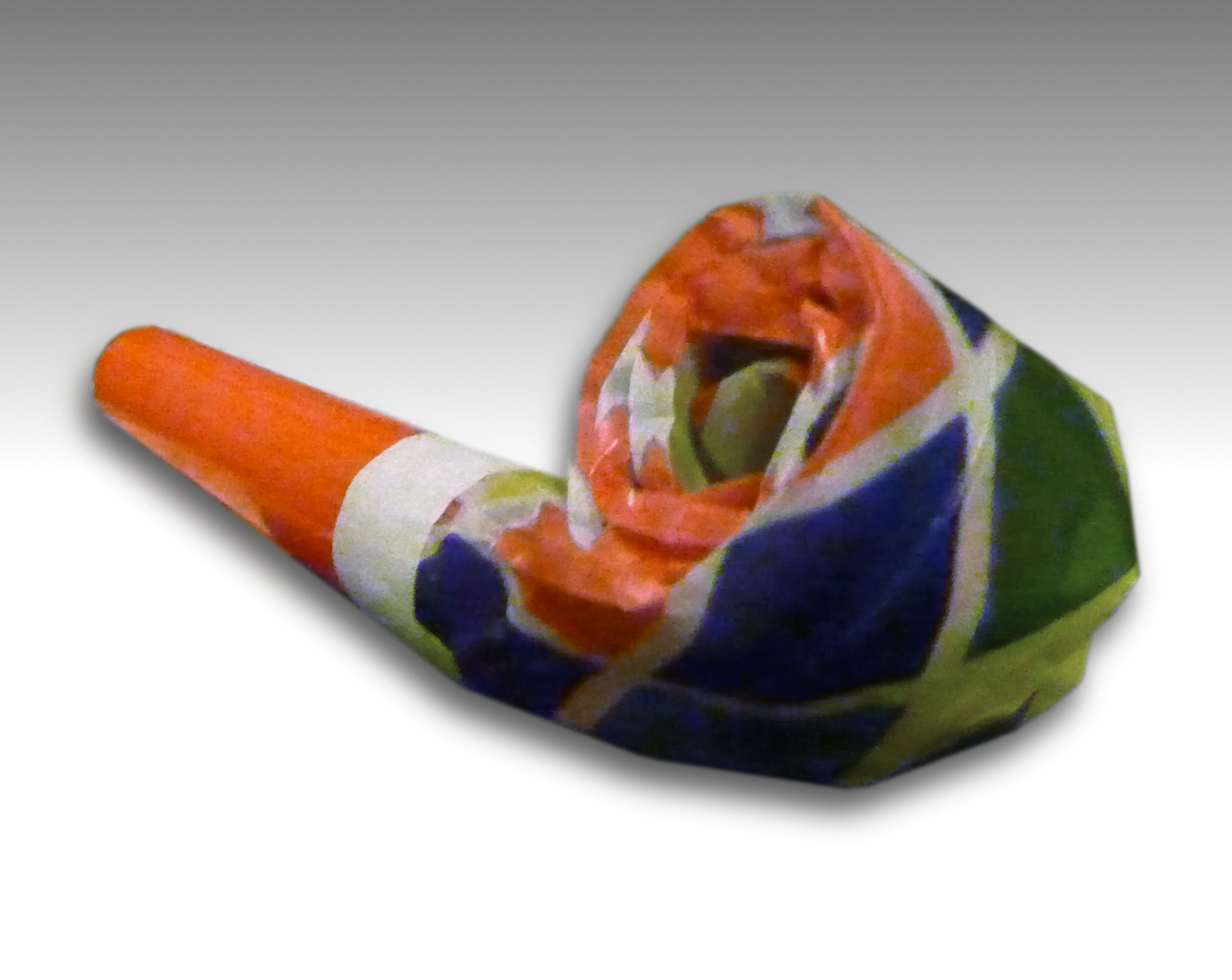
Roltong als feestartikel

Een feesttoeter met opgerold papieren aanhangsel dat uitklapt wanneer men erop blaast, wordt ook een roltong genoemd.

### Geluidsfragment
|  |                                        |
|  | Geluid van een roltong (download·info) |